# Linariopsis prostrata
Linariopsis prostrata är en sesamväxtart som beskrevs av Friedrich Welwitsch. Linariopsis prostrata ingår i släktet Linariopsis och familjen sesamväxter. Inga underarter finns listade i Catalogue of Life.